# Aloe amoena
Aloe amoena é uma espécie de liliopsida do gênero Aloe, pertencente à família Asphodelaceae.